# Antiphrisson grunini
Antiphrisson grunini är en tvåvingeart som beskrevs av Pavel Lehr 1970. Antiphrisson grunini ingår i släktet Antiphrisson och familjen rovflugor. Inga underarter finns listade i Catalogue of Life.